# Cổng Isar

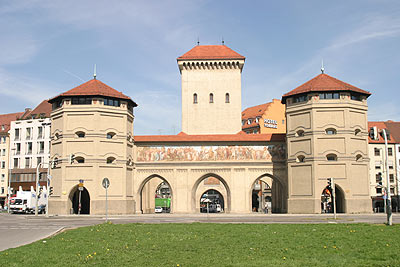
Isartor nhìn từ Isartorplatz

Isartor là cổng thành phố về phía Đông của phố cổ München và có chứa viện bảo tàng Valentin.

## Vị trí
Cổng Isar nằm ở ranh giới giữa Graggenauer Viertel và Angerviertel ở cuối đường Tal, một phần của Salzstraße. Như vậy Cổng Isar phân chia biên giới giữa phố cổ và khu vực Isarvorstadt và Lehel. Trước cổng Isar là công trường Isartor, bây giờ là một phần của đường vòng phố cổ (Altstadtring).

## Lịch sử

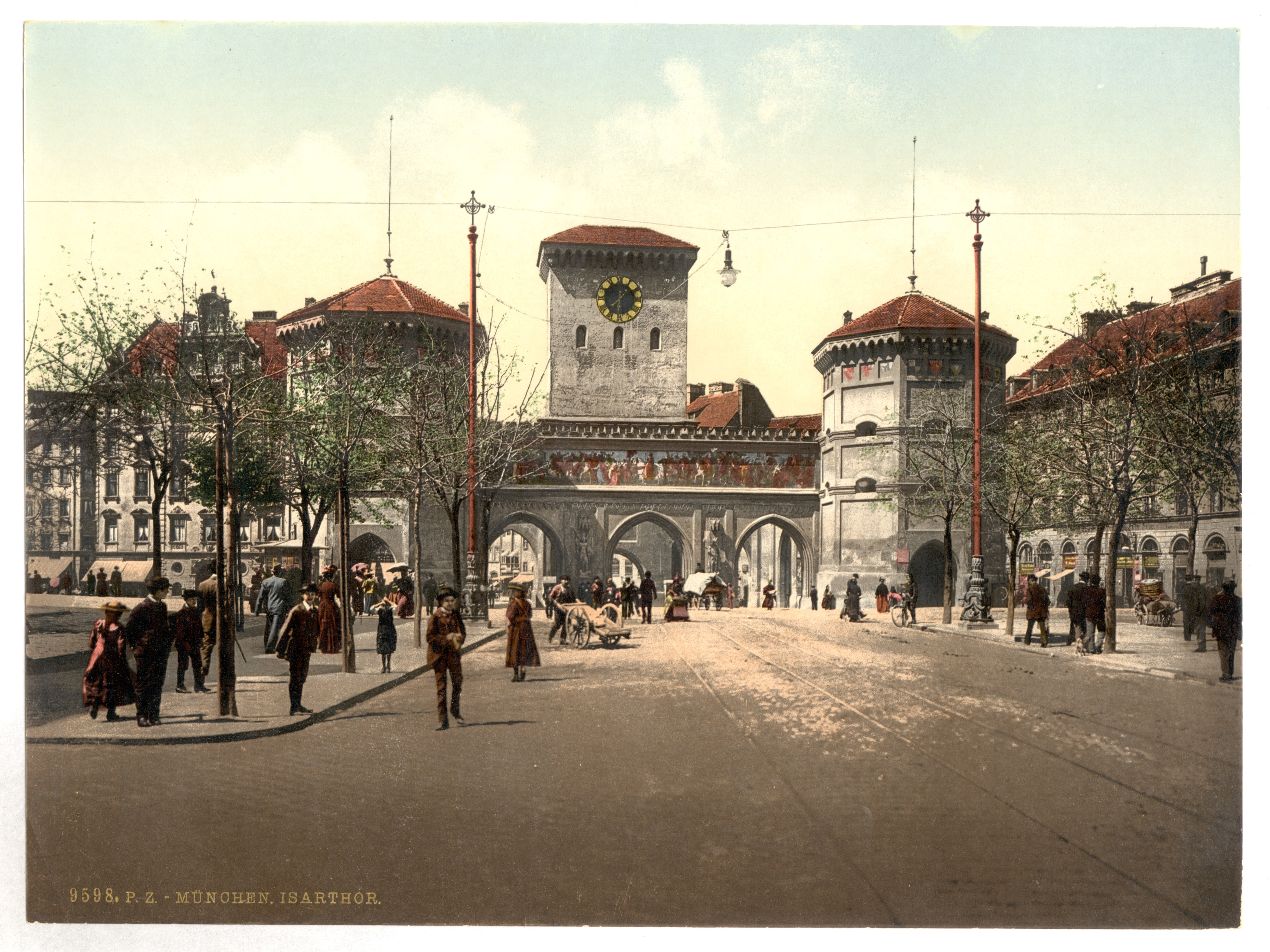
Isartor từ một bưu thiếp, cuối thế kỷ 19.

Khi München được Ludwig der Bayer cho nới rộng ra, từ 1285 cho tới 1347 hình thành một bức tường thứ hai của thành phố. Cổng Isar là cổng cuối cùng của bức tường này được xây. Cổng này, được xây xong vào năm 1337 có một tháp cao 40m. 

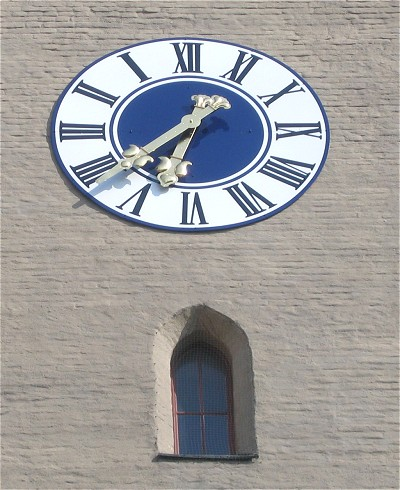
Đồng hồ chạy ngược

Vào đầu thế kỷ 19 hội đồng thành phố quyết định cho giật sập cổng này. Nhưng sau đó vua Ludwig I ủy nhiệm cho Friedrich von Gärtner vào năm 1833 xây lại cổng này y hệt như ngày xưa.

## Sử dụng
Từ năm 1959 viện bảo tàng Valentin nằm ở đây, cũng như quán cà phê Turmstüberl.

## Nhà ga S-Bahn Isartor
Isartor cũng là tên nhà ga S-Bahn, mà là một phần của quãng đường S-Bahn chính.

## Sách báo
- Klaus Gallas: München. Von der welfischen Gründung Heinrichs des Löwen bis zur Gegenwart: Kunst, Kultur, Geschichte. DuMont, Köln 1979, ISBN 3-7701-1094-3 (DuMont-Dokumente: DuMont-Kunst-Reiseführer).
- Michael Weithmann: Burgen in München. Stiebner Verlag, München 2006, ISBN 3-8307-1036-4, S. 130-133.